# Aydingmeer
Het Aydingmeer is een zoutmeer in de Turpanlaagte in de Chinese autonome regio Xinjiang. Het ligt op 154 meter onder het zeeniveau en is daarmee het diepste punt in het land. Alleen de Dode Zee en het Assalmeer in Djibouti liggen nog dieper. Het meer heeft nauwelijks water en bestaat vooral uit modder en zout.
Het zoutmeer ligt in het zuiden van de Turpanlaagte op zo’n 35 kilometer afstand van de stad Turpan. Van oost naar west is het meer 40 kilometer breed en van noord naar zuid meet het zo’n acht kilometer. Het oppervlak bedraagt 200 km². 
Het meer ontstond 249 miljoen jaar geleden bij de vorming van de Himalaya en had ooit een omvang van 5 miljoen km².
Het meer werd vooral gevoed door smeltwater van sneeuw van de omliggende bergen en door grondwater. Door de hoge temperaturen in de zomer verdampt veel water en ook werd water uit het meer gebruikt voor irrigatiedoeleinden. Door de uitbreiding van de landbouw in de regio en de bevolkingsgroei nam de omvang van het meer af en in 1958 resteerde nog slechts 22 km², met een waterdiepte van gemiddeld 0,8 meter. Vanaf 2000, met uitzondering van het zuidwesten waar nog een klein meer is, is het hele gebied een zoutpan geworden, met in het midden van het meer slibmoerassen. Bij intense zonneschijn zijn vaak luchtspiegelingen te zien.
Het zout wordt tegenwoordig gewonnen voor de productie van chemicaliën. Het is ook een toeristische attractie.